# Kościół św. Oskara w Hamburgu
Kościół św. Oskara w Hamburgu (niem. St. Ansgar (Hamburg)) - jest położony 200 m na wschód od kościoła św. Michała w dzielnicy Nowe Miasto (Neustadt); jest on ścisłe powiązany z kościołem św. Michała, który od niego właśnie wywodzi swój początek.
Dzisiejszy wygląd kościoła jest rezultatem powojennej odbudowy.

## Historia

### Do 1945
- ok 1600 – wzniesiono kaplicę cmentarną św. Michała poza murami miejskimi. Kaplica miała dzwonek i wiatrowskaz.
- 1605 – pierwsze regularne nabożeństwa w kaplicy cmentarnej.
- 1606 – kaplicę przebudowano na niewielki kościółek.
- 1647–1661 – wzniesiono kościół św. Michała, który zaczął być z czasem nazywany (dla odróżnienia) “Große Michel“ (“Duży Michał“) a kościół cmentarny - “Kleiner Michel“ (“Mały Michał“).
- 1661-1747 stopniowy spadek znaczenia “Małego Michała“, popadnięcie w ruinę i rozbiórka.
- 1754 – z prywatnej darowizny senatora Vogta został odbudowany “Kleiner Michel“ jako kościół tymczasowy dla parafii św. Michała.
- 1807 – hiszpańskie oddziały armii Napoleona zajęły kościół “Kleiner Michel“ a następnie uczestniczyły w katolickiej mszy św.
- 1811 – kapelan wojskowy armii francuskiej ogłosił kościół “Kleiner Michel“ kościołem rzymskokatolickim, który 3 lutego otrzymał wezwanie św. Ansgara.
- 1814 – oddziały francuskie wycofały się z Hamburga. W kościele św. Oskara po kryjomu nadal były odprawiane nabożeństwa katolickie.
- 1824 – Senat i Parlament miasta Hamburga odkupiły za 30 000 marek kościół św. Oskara od wspólnoty parafialnej kościoła św. Michała i przekazały go jako dar 6-tysięcznej wspólnocie katolików hamburskich.
- 1830 – kościół przeszedł gruntowną renowację i niemal całkowitą przebudowę.
- 1865 – w 1000. rocznicę śmierci św. Oskara, pierwszego biskupa Hamburga biskup Osnabrück, Paulus Melchers przekazał w darze kościołowi św. Oskara relikwię świętego (przedramię). Relikwia ta znajduje się w ołtarzu kościelnym, w symbolicznym grobowcu świętego.

### Po 1945
- 11 marca 1945 barokowy kościół został całkowicie zniszczony w wyniku bombardowań alianckich. Odbudowany w latach 1953–1955 dzięki pomocy francuskich chrześcijan. Projekt nowego kościoła sporządzili architekci: Gerhard Kamp z Hamburga i Jean-Charles Moreux z Paryża. Nowy kościół został wzniesiony na obrysie murów dawnego, barokowego kościoła i podczas konsekracji 10 lipca 1955 otrzymał drugiego, obok dotychczasowego, patrona – św. Bernarda.
- 1973 – w sąsiedztwie kościoła św. Oskara zainaugurowano Akademię Katolicką w Hamburgu (Katholische Akademie Hamburg).
- 2005 – uroczyste obchody 400-lecia kościoła “Kleiner Michel“.